# 米重優哉
米重 優哉（よねしげ ゆうや、1980年 - ）はシンガーソングライター。
現在は神奈川県の横浜市や湘南エリアを中心に幅広く活動する。

## 略歴
1980年、岡山県で生まれる。尾崎豊のアルバム「壊れた扉から」を聞き、感銘を受けシンガーを目指すようになる。                        2001年に横浜で音楽活動をスタート。              2008年10月にデビューシングルの「Diary」をリリースする。                                           2011年、横浜スタジアムでのプロ野球開幕戦にて国歌独唱を務める。                            2018年5月に1stアルバム「Photograph」をリリース。                                                               2020年4月から、毎週日曜日17時から17:59まで、レディオ湘南で冠番組の「米重優哉のDiary」にてパーソナリティーとして出演中。

### ディスコグラフィ
| リリース   | 規格     | タイトル       | 備考         |
| ---------- | -------- | -------------- | ------------ |
| 2008年10月 | シングル | 『Diary』      | 1st シングル |
| 2018年5月  | アルバム | 『Photograph』 | 1st アルバム |

## 出演
- ラジオレギュラー番組『米重優哉のDiary』（FMレディオ湘南　2020年4月 - ）
- 『横浜の夜は眠らない』(FMヨコハマ  2018年1月-2020年12月)番組アシスタント